# ستويفتسي
ستويفتسي (بالبلغارية: Стоевци)‏ قرية تقع إدارياً ضمن بلدية غابروفو ‏ في بلغاريا. ويبلغ عدد سكانها 92 نسمة حسب تعداد 15 مارس 2015. تعتمد ستويفتسي للبريد على الرمز البريدي 5347.